# Cellaria clavata
Cellaria clavata är en mossdjursart som först beskrevs av Busk 1884.  Cellaria clavata ingår i släktet Cellaria och familjen Cellariidae. Inga underarter finns listade i Catalogue of Life.